# گرگوریو موراچیولی
گرگوریو موراچیولی (انگلیسی: Gregorio Morachioli؛ زادهٔ ۲۷ فوریهٔ ۲۰۰۰) بازیکن فوتبال اهل ایتالیا است.